# Theodoros (Sohn des Seleukos)
Theodoros (altgriechisch Θεόδωρος Theódōros), Sohn des Seleukos und der Artemo I., war ein Statthalter auf Zypern und Flottenkommandant der hellenistischen Ptolemäerdynastie im 2. Jahrhundert v. Chr.
Er ist nach seinem Großvater mütterlicherseits benannt, seine Mutter amtierte im Jahr 177/176 v. Chr. im priesterlichen Amt der „Korbträgerin“ (kanephoros) der „Geschwistergöttin“/Arsinoë II. in Alexandria. Sein Geburtsjahr datiert vor 143 v. Chr., da ihm in diesem Jahr bereits eine Statue von Offizieren der ptolemäischen Garnison auf Zypern aufgestellt wurde. Sein Vater amtierte zu dieser Zeit als Statthalter auf der Insel, dem zwischen 131 und 124 v. Chr. Krokos im Amt folgte.
Nach dem Ende des ptolemäischen Bürgerkriegs wurde schließlich Theodoros von König Ptolemaios VIII. 124 v. Chr. als Statthalter auf Zypern (strategos) und als Flottenbefehlshaber (nauarchos) eingesetzt. In diesen Ämtern wird er mehrfach auf mehreren zwischen den Jahren 124 und 118 v. Chr. datierten Weiheinschriften zu Statuen genannt, die ihm von zyprischen Würdenträgern und Angehörigen ptolemäischer Truppenverbänden gestiftet wurden. In der ersten Inschrift wird er mit dem erweiterten Titel strategos autokrator genannt, was auf die außerordentlichen Machtbefugnisse dieses Amtes hinweist, die er von seinem Vorgänger Krokos übernommen hatte und die aus dem Bürgerkrieg zwischen Ptolemaios VIII. und Kleopatra II. resultierten. In allen anderen Inschriften entfällt der autokrator-Zusatz, da diese Machtbefugnisse nach dem Ende des Bürgerkriegs von Ptolemaios VIII. dem Amt wieder entzogen wurden.
In der älteren Forschung war man davon ausgegangen, dass Theodoros 118 v. Chr. gestorben sei, bis sein Name auf einem für das Jahr 105/104 v. Chr. datierten Papyrus auftauchte, in dem er im Amt des Priesters der „wohltätigen und mutterliebenden Göttin“/Kleopatra III. auf Lebenszeit und als Leiter der Stadtverwaltung von Alexandria (exēgētés) genannt wird. In dem Priesteramt war er Helenos nachgefolgt, der ihm wiederum als Statthalter Zyperns nachgefolgt war.
Theodoros war mit seiner Nichte Olympias verheiratet, mit der er einen Sohn und drei Töchter hatte, die alle priesterliche Ämter bekleideten:
- Demetrios, 107/106 und 105/104 v. Chr. Priester („geheiligtes Fohlen“/hieros pōlos) der Kleopatra III.[10]
- Polykrateia, 116/115 und 107/106 v. Chr. Priesterin („Preisträgerin“/athlophoros) der „Wohltätergöttin“/Berenike II.[11]
- Artemo III./Ariadne, 116/115 v. Chr. Priesterin („Kranzträgerin“/stephanēphoros) der Kleopatra III.[12]
- Theodoris, 116/115 v. Chr. Priesterin („Lichtträgerin“/phōsphoros) der Kleopatra III.[13]